# Třebechovice pod Orebem
Třebechovice pod Orebem település Csehországban, a Hradec Králové-i járásban. Třebechovice pod Orebem Jeníkovice, Běleč nad Orlicí, Blešno, Librantice, Ledce és Týniště nad Orlicí településekkel határos. Lakosainak száma 5851 fő (2024. január 1.).

## Népesség
A település lakosságának változását az alábbi diagram mutatja:
| Lakosok száma | 4147 | 4542 | 4962 | 5263 | 5465 | 5429 | 5750 | 5748 | 5706 | 5851 |
|               | 1869 | 1890 | 1921 | 1950 | 1980 | 2001 | 2017 | 2019 | 2022 | 2024 |